# Виртуална общност
Виртуална общност е социална мрежа от индивиди, които комуникират чрез специфична социална медия, включително и когато е възможно пресичайки географски или политически граници, за да преследват общи интереси и цели. Някои от най-популярните виртуални общности са онлайн общностите образувани в онлайн социалните мрежи.
Терминът виртуална общност се свързва с книгата „The Virtual Community“ от Хауърд Рейнголд, в която се дискутират комуникацията посредством компютри, социалните групи и информационната наука. Цитират се технологии като Usenet, Multi-User Dungeon (MUD), Internet Relay Chat (IRC), чат стаи, имейл пощенски списъци. Рейнголд посочва потенциалните ползи от принадлежността към виртуална общност за личното психологическо благосъстояние, както и за обществото като цяло.
Виртуалните общности насърчават взаимодействието, като понякога се фокусират около специфичен интерес, или проста заради самата комуникация. Членовете на общността си комуникират, споделяйки обща страст, по различни начини: чат стаи, форуми, пощенски списъци, виртуални светове.